# Громов, Владимир Павлович
Владимир Павлович Громов (род. 26 ноября 1940, Вологда - 8 сентября 2015, Вологда) — российский политический деятель, депутат Государственной думы второго созыва

## Биография
Окончил Всесоюзный заочный институт инженеров железнодорожного транспорта в 1968 г.
С 1959 года работал в локомотивном депо «Вологда», работал кочегаром, помощником машиниста паровоза, помощником машиниста тепловоза.
1980—1995 — машинист электровоза локомотивного депо «Вологда» Северной железной дороги.
В декабре 1995 г. был избран в Государственную Думу РФ по списку партии «Коммунистическая партия Российской Федерации», был членом фракции КПРФ, членом Комитета по делам ветеранов.